# مورفی تروی
مورفی تروی (انگلیسی: Murphy Troy؛ زادهٔ ۳۱ مهٔ ۱۹۸۹) یک بازیکن والیبال اهل ایالات متحده آمریکا است.
تروی به همراه دیگر بازیکنان تیم ملی آمریکا به مدال برنز المپیک ریو ۲۰۱۶ دست یافت.